# 住宅新報
株式会社住宅新報（じゅうたくしんぽう）とは、東京都中央区に本社を置く新聞社。大阪に大阪支社を設置している。

## 沿革
- 1947年12月 - 株式会社住宅新報社創立
- 1948年4月 - 「住宅新報」創刊
- 1960年3月 - 大阪支社開設
- 1964年2月 - 「不動産鑑定」創刊
- 1973年10月 - 「不動産受験新報」創刊
- 1997年2月 - 「HousingTIMES(インターネット新聞)」創刊
- 2017年12月 - 株式会社住宅新報を会社分割で設立[1]。
- 2018年9月 - 事業を株式会社住宅新報へ譲渡し、旧・（株）住宅新報社の商号を株式会社神谷町管理へ変更。神谷町管理は清算手続へ移行[2][3]。
- 2019年11月 - 株式会社神谷町管理が東京地方裁判所から破産手続開始決定を受ける[3]。事業は株式会社住宅新報として継続。
- 2021年4月 - 不動産資格ポータルサイト「不動産ココ」開設
- 2025年2月- 本社を東京都港区から中央区に移転

## 業務内容
- 「住宅新報」（住宅・不動産の専門紙）の発行
- 住宅新報webの運営
- 資格ポータルサイト「不動産ココ」の運営
- 各種資格試験の講習会、通信教育事業、不動産ビジネスセミナーの実施（コンサルタントも行なっている）

## 住宅新報
- 「編集綱領」として、
　一、不偏不党を旨とし、国民の住生活向上と住宅・不動産経済発展のために貢献する。
　一、自由・公正の立場を堅持し、専門紙としての社会的な使命達成のために邁進する。
　一、報道・評論は品位と責任と信用を第一義とし、敏速、正確に展開する。
　一、常に良識、節度、寛容を忘れず、清新、闊達な心構えを持って、新時代の建設に寄与する。 を掲げている。
- 発行形態：ブランケット判　10 〜 20ページ
- 発行部数：公称9.5万部[4]
- 紙面内容及び読者層

「住宅・不動産に関連する経済・企業・関係官庁などのニュース、企画記事及び市場の分析・見通しを網羅。不動産物件も掲載されている。」とし、不動産関係の資格試験情報等も掲載されている。
読者層は「不動産業界、住宅業界、金融機関、研究機関などの企業、宅地建物取引士・不動産鑑定士などの専門家。住宅・宅地のユーザーである一般人。」としている。